# Manuel Rodríguez (Fußballspieler, 1939)
Manuel Antonio Rodríguez Araneda (* 18. April 1939 in Santiago de Chile; † 26. September 2018 ebenda) war ein chilenischer Fußballspieler. Er spielte als linker Verteidiger und blieb seine gesamte Spielerkarriere dem Verein Unión Española treu. Mit der chilenischen Nationalmannschaft wurde er bei der Weltmeisterschaft 1962 Dritter. Nach seiner Spielerkarriere arbeitete Rodríguez als Trainer.

## Vereinskarriere
Manuel Rodríguez kam mit 10 Jahren in die Jugend des Unión Española. 1955 debütierte der Verteidiger in der Primera División. Der Guerrillero, wie er auch genannt wurde, blieb seinem Verein bis zu seinem Karriereende treu und erzielte in 262 Einsätzen 5 Tore.

## Nationalmannschaft
In der Nationalmannschaft Chiles kam Rodríguez erstmals am 9. Dezember 1961 beim 5:1-Erfolg im Freundschaftsspiel gegen Ungarn zum Einsatz. Vier Tage später absolvierte er beim 0:0 wieder gegen Ungarn sein zweites Länderspiel. Er wurde in den Kader für die Weltmeisterschaft 1962 im eigenen Land berufen. Nachdem der Verteidiger in der Vorrunde und im Viertelfinale nicht eingesetzt worden war, spielte er bei der 2:4-Halbfinalniederlage gegen Brasilien und im Spiel um Platz 3 gegen Jugoslawien. Der 1:0-Erfolg brachte dem Team und Rodríguez die Bronzemedaille. Nach zwei weiteren Länderspielen im Dezember 1962 und März 1963 absolvierte der Verteidiger erst im Dezember 1967 sein siebtes und letztes Länderspiel.

## Trainerkarriere
1980 stand Rodríguez erstmals als Trainer an der Seitenlinie. Nach kürzeren Station im Norden Chiles bei Deportes Arica, Regional Atacama und Deportes Antofagasta kam er fünf Spieltag vor Ende der Spielzeit zu CD Cobresal und direkt die Zweitligameisterschaft gewinnen konnte. 1987 folgte der Pokalsieg mit dem Klub aus der Minenstadt El Salvador. Während seiner Zeit bei Cobresal trainierte er unter anderem Iván Zamorano und Franklin Lobos. Von 1989 bis 1991 coachte der frühere Defensivspieler seinen Vereinen Unión Española, wo er 2006 nochmal an der Seitenlinie stand. Trotz seiner im Oktober 2012 diagnostizierten Parkinson-Krankheit coachte er weiterhin Schulteams in Santiago de Chile.

## Erfolge

### Spieler
- Dritter bei der Weltmeisterschaft 1962

### Trainer
CD Cobresal
- Segunda División: 1983
- Chilenischer Pokalsieger: 1987

Deportes Iquique
- Primera B: 1997 C